# 1001
| 1001               |
| ------------------ |
| Dødsfald - Fødsler |
| • Begivenheder     |

| Gregoriansk kalender | 1001 MI                 |
| Ab urbe condita      | 1754                    |
| Armensk kalender     | 450 ԹՎ ՆԾ               |
| Kinesiske kalender   | 3697 – 3698 庚子 – 辛丑 |
| Etiopisk kalender    | 993 – 994               |
| Jødisk kalender      | 4761 – 4762             |
| Hindukalendere       |                         |
| - Vikram Samvat      | 1056 – 1057             |
| - Shaka Samvat       | 923 – 924               |
| - Kali Yuga          | 4102 – 4103             |
| Iransk kalender      | 379 – 380               |
| Islamisk kalender    | 391 – 392               |

Konge i Danmark: Svend Tveskæg 986/87-1014
Se også 1001 (tal)

## Begivenheder
- De første arbiske felttog mod Indien indledes.